# Pachyelasma
Pachyelasma là một chi thực vật có hoa trong họ Đậu.